# 克若
克若（羅馬化：karoṛ），現為印度、巴基斯坦等国独特的货币计量单位、數量詞，一克若等于一千万（10,000,000）；在古代稱爲俱胝，是佛教常用的數量詞，義爲“千萬”。

## 克若

### 換算
1克若等于1千万。另一个南亚国家所常用的独特的货币计量单位是拉克（lakh），1拉克为1个十万，或0.01个克若，1克若为100拉克。

## 俱胝
俱胝，又譯作俱致、拘梨、拘胝，據《解深密經疏》，一說等於十萬，一說爲百萬，也有千萬的說法；《玄應音義》甚至說等於一億。
現代依據印度民俗，認為俱胝就是克若，等於千萬。

### 以俱胝命名
俱胝在佛經中常出現，如七俱胝佛母（準提菩薩）。